# Chris O'Donnell
Christopher Eugene O'Donnell (Winnetka, 26 giugno 1970) è un attore e produttore cinematografico statunitense.

## Biografia
Nato nell'Illinois, è il più giovane dei sette figli (quattro figlie e tre figli) di Julie Ann Rohs von Brecht e William O'Donnell; la sua ascendenza è di origini tedesche e irlandesi. Cresciuto in una famiglia cattolica, frequenta scuole cattoliche, compresa la Loyola Academy in Wilmette, nell'Illinois, come media superiore, e si diploma nel 1988. Frequenta il Boston College e consegue il baccellierato in marketing. Frequenta la UCLA, senza portare a termine gli studi. Inizia a lavorare giovanissimo come modello per alcune pubblicità.

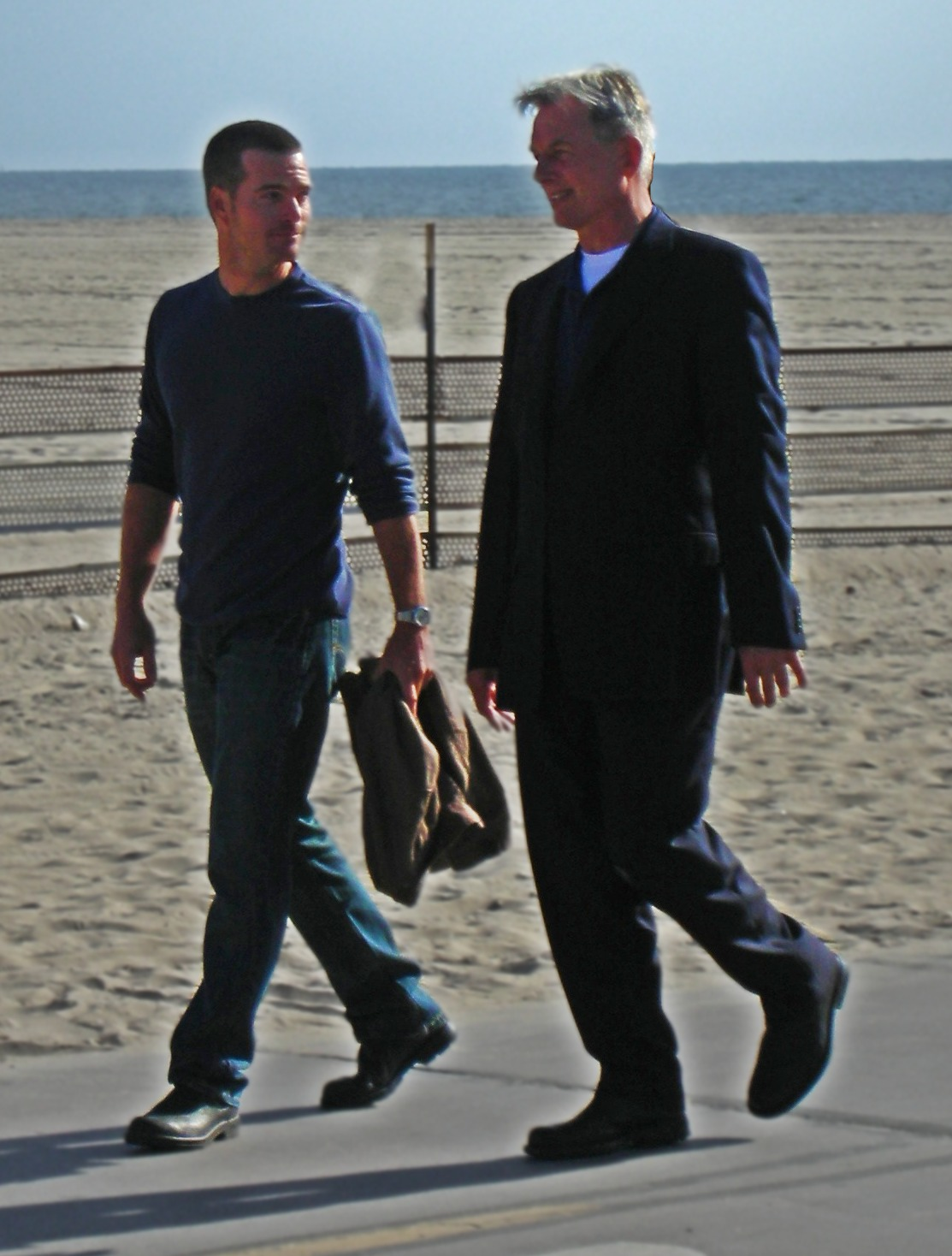
Chris O'Donnell con Mark Harmon in una scena di un episodio di NCIS: Los Angeles (2009)

Debutta nel 1990 nel film Gli uomini della mia vita con Jessica Lange. Successivamente interpreta il fratello maggiore della protagonista nel film Pomodori verdi fritti alla fermata del treno (1991). Il successo arriva grazie al film Scent of a Woman - Profumo di donna (1992), che lo vede recitare al fianco di Al Pacino. Ottiene ancor più successo grazie all'interpretazione di Robin nei film Batman Forever (1995) e Batman & Robin (1997). Negli anni seguenti la sua carriera non decolla e lavora in film non sempre di successo, come La fortuna di Cookie (1999). Ritrova una certa popolarità grazie al ruolo del dottor Finn Dandridge nella serie televisiva Grey's Anatomy. Dal 2009 è protagonista di NCIS: Los Angeles, nella parte dell'agente G. Callen, dove dirige anche alcuni episodi. Nel 2010, O'Donnell compare in Cani & gatti - La vendetta di Kitty, sequel del film del 2001 Come cani e gatti.

### Vita privata
Nel 1997 sposa Caroline Fentress, dalla quale ha cinque figli: Lily Anne (1999), Christopher Eugene (2000), Charles McHugh (2003), Finley (2006) e Maeve Frances (2007) È un ottimo ginnasta sin dai tempi del college ed è anche un amante delle arti marziali; detiene la cintura nera in taekwondo, karate, judo e hapkido.

## Filmografia

### Cinema
- Gli uomini della mia vita (Men Don't Leave), regia di Paul Brickman (1990)
- Pomodori verdi fritti alla fermata del treno (Fried Green Tomatoes), regia di Jon Avnet (1991)
- Scuola d'onore (School Ties), regia di Robert Mandel (1992)
- Scent of a Woman - Profumo di donna (Scent of a Woman), regia di Martin Brest (1992)
- I tre moschettieri (The Three Musketeers), regia di Stephen Herek (1993) - Charles de Batz de Castelmore d'Artagnan
- Blue Sky, regia di Tony Richardson (1994)
- Amiche (Circle of Friends), regia di Pat O'Connor (1995)
- Una folle stagione d'amore (Mad Love), regia di Antonia Bird (1995)
- Batman Forever, regia di Joel Schumacher (1995) - Robin/Dick Grayson
- L'ultimo appello (The Chamber), regia di James Foley (1996)
- Amare per sempre (In Love and War), regia di Richard Attenborough (1996)
- Batman & Robin (Batman & Robin), regia di Joel Schumacher (1997) - Robin/Dick Grayson
- La fortuna di Cookie (Cookie's Fortune), regia di Robert Altman (1999)
- Lo scapolo d'oro (The Bachelor), regia di Gary Sinyor (1999)
- Vertical Limit, regia di Martin Campbell (2000)
- 29 Palms - La grande sfida (29 Palms), regia di Leonardo Ricagni (2002)
- Kinsey, regia di Bill Condon (2004)
- The Sisters, regia di Arthur Allan Seidelman (2006)
- Kit Kittredge: An American Girl, regia di Patricia Rozema (2008)
- Max Payne, regia di John Moore (2008)
- A Little Help, regia di Michael J. Weithorn (2010)
- Cani & gatti - La vendetta di Kitty (Cats & Dogs: The Revenge of Kitty Galore), regia di Brad Peyton (2010)

### Televisione
- Jack and Mike - serie TV, episodio 1x06 (1986)
- The Practice - Professione avvocati (The Practice) - serie TV, 4 episodi (2003)
- Due uomini e mezzo (Two and a Half Men) - serie TV, episodio 1x18 (2003)
- The Amazing Westermans - episodio pilota scartato (2004)
- Head Cases - serie TV, episodi 1x01-1x02 (2005)
- Grey's Anatomy - serie TV, 9 episodi (2006)
- The Company - miniserie TV, 6 puntate (2007)
- NCIS - Unità anticrimine (NCIS) - serie TV, episodi 6x22-6x23, 20x10 (2009-2023) - G. Callen
- NCIS: Los Angeles - serie TV, 323 episodi (2009-2023) - G. Callen
- Hawaii Five-0 - serie TV, episodio 2x21 (2012) - G. Callen
- NCIS: Hawai'i - serie TV, episodio 2x10 (2023) - G. Callen
- 9-1-1 :Nashville  - serie TV, 10 episodi (2025-in corso)

## Doppiatori italiani
Nelle versioni in italiano delle opere in cui ha recitato, Chris O'Donnell è stato doppiato da:
- Giorgio Borghetti in Gli uomini della mia vita, Una folle stagione d'amore, Batman Forever, Batman & Robin, Grey's Anatomy, The Company, NCIS - Unità anticrimine, NCIS: Los Angeles, Cani & gatti - La vendetta di Kitty, Hawaii Five-0, NCIS: Hawai'i
- Francesco Bulckaen in Amare per sempre, Max Payne
- Oreste Baldini ne I tre moschettieri, Kit Kittredge: An American Girl
- Fabrizio Manfredi in Blue Sky, Vertical Limit
- Riccardo Niseem Onorato in Scent of a woman - Profumo di donna
- Fabio Boccanera in L'ultimo appello
- Roberto Gammino in Scuola d'onore
- Francesco Prando in 29 Palms - La grande sfida
- Nanni Baldini in Pomodori verdi fritti alla fermata del treno
- Marco Vivio in Kinsey
- Massimiliano Manfredi in La fortuna di Cookie
- Vittorio De Angelis in Lo scapolo d'oro
- Gianluca Machelli in Due uomini e mezzo
- Andrea Zalone in The Sisters